# Redd Foxx
Redd Foxx, pseudonimo di John Elroy Sanford (St. Louis, 9 dicembre 1922 – Los Angeles, 11 ottobre 1991), è stato un attore, comico e cantante statunitense, noto al pubblico per avere interpretato il ruolo di Fred G. Sanford nella sitcom Sanford and Son.

## Biografia
Esordì come cabarettista, attività che si rivelò fortunata: egli si impose come uno dei comici di maggior successo in vari locali notturni dell'epoca. Dopo essersi esibito sulla East Coast, si affermò definitivamente quando la cantante Dinah Washington gli consigliò vivamente di spostarsi a Los Angeles, dove Dootsie Williams della Dootone Records catturò su nastro uno dei suoi spettacoli al nightclub Brass Rail. Foxx fu uno dei primi comici afroamericani ad esibirsi di fronte a un pubblico di bianchi sulla Las Vegas Strip. Firmò un contratto a lungo termine e pubblicò una serie di album comici di successo.

### Sanford and Son

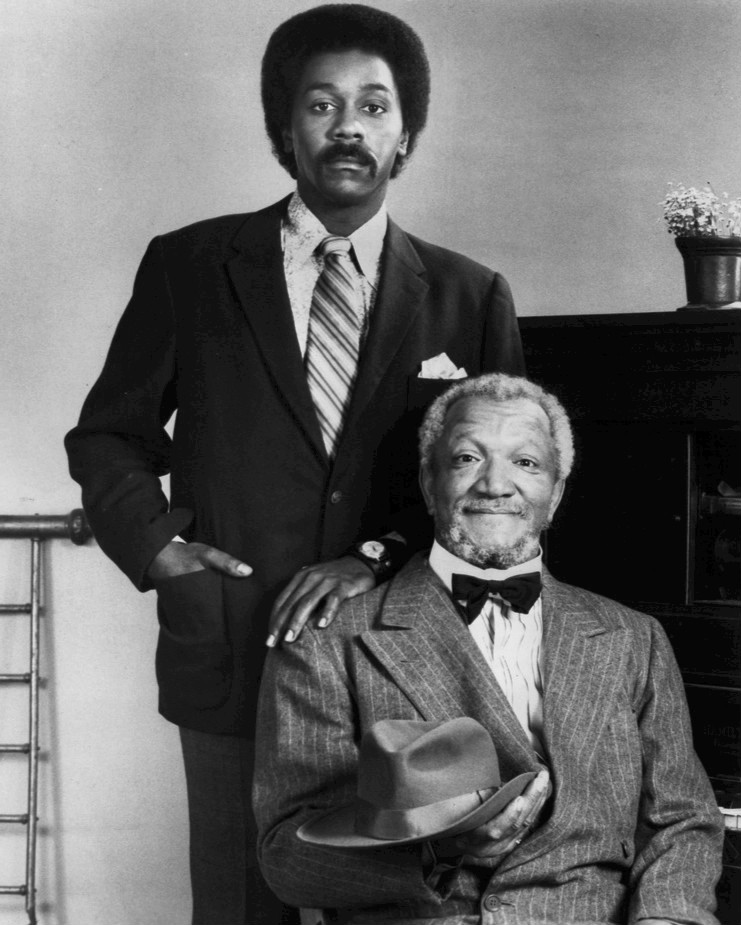
Foxx (seduto) con Demond Wilson nel 1972

Dopo una lunga gavetta, Foxx raggiunse il successo interpretando il personaggio del robivecchi Fred Sanford nella sitcom Sanford and Son, un adattamento della serie inglese della BBC, Steptoe and Son, che andò in onda negli Stati Uniti sul canale NBC dal 14 gennaio 1972 al 25 marzo 1977. Per il ruolo, nel 1973 Foxx si aggiudicò anche il premio Golden Globe per il miglior attore in una serie comica.

### Carriera dopoSanford and Son

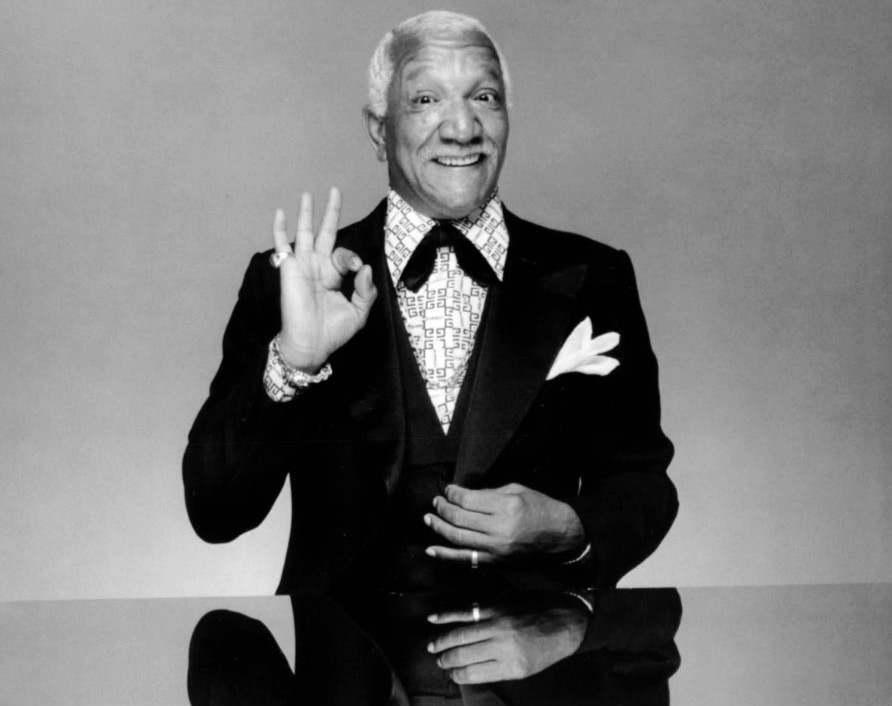
Foxx durante la prima serata dello show The Redd Foxx Comedy Hour, 1977.

Nel 1977, Foxx lasciò la serie dopo sei stagioni di successo (e lo show venne conseguentemente cancellato a causa della sua fuoriuscita dal cast) per recitare in un varietà di breve esistenza a lui intitolato, il The Redd Foxx Comedy Hour, ma nel 1980 reindossò nuovamente i panni di Fred G. Sanford nel corso del breve revival, Sanford, che però non riscosse lo stesso successo della serie precedente.

### Morte
L'11 ottobre 1991, durante una pausa nella registrazione dello show The Royal Family, Foxx ebbe un infarto mortale sul set. La co-protagonista della serie, Della Reese e il resto del cast pensarono che stesse scherzando, replicando la sua classica gag: «Elizabeth! Sto arrivando!», nella quale simulava un falso attacco cardiaco come era solito fare in Sanford and Son, ma questa volta si trattava della realtà. Foxx stramazzò al suolo e non riprese più conoscenza.
L'attore venne sepolto a Las Vegas nel cimitero Palm Valley View Memorial Park.

## Filmografia

### Cinema
- I giovani cannibali (All the Fine Young Cannibals), regia di Michael Anderson (1960)
- Pupe calde e mafia nera (Cotton Comes to Harlem), regia di Ossie Davis (1970)
- Norman... Is That You?, regia di George Schlatter (1976)
- I giorni del cielo (Days of Heaven), regia di Terrence Malick (1978)
- Harlem Nights, regia di Eddie Murphy (1989)

### Televisione
- Sanford and Son (1972–1977)
- The Redd Foxx Comedy Hour (1977–1978)
- HBO On Location with Redd Foxx (1978)
- Sanford (1980–1981)
- Viva Shaf Vegas (1986)
- The Redd Foxx Show (1986)
- Ghost of a Chance (1987)
- The Royal Family (1991)

## Doppiatori italiani
Nelle versioni in italiano delle opere in cui ha recitato, Redd Foxx è stato doppiato da:
- Antonio Guidi in Sanford and Son (st. 2-6), Sanford
- Mario Milita in Sanford and Son (st. 1)
- Sergio Rossi in Harlem Nights

## Discografia

### Savoy Records
Singoli a 78 giri
- 630A – Let's Wiggle a Little Woogie
- 630B – Lucky Guy
- 631A – Fine Jelly Blues
- 631B – Redd Foxx Blues
- 645B – Shame on You

### Dooto/Dootone Records
Album
- DTL01 – The Best Laff
- DTL214 – Laff Of The Party Vol. 1 (1956)
- DTL219 – Laff Of The Party Vol. 2
- DTL220 – Laff Of The Party Vol. 3
- DTL227 – Laff Of The Party Vol. 4 (1956)
- DTL234 – Best Of Foxx Vol. 1
- DTL236 – Laff Of The Party Vol.7
- DTL249 – Burlesque Humor
- DTL253 – The Side Splitter Vol.1 (1959)
- DTL265 – The Laff of the Party Vol. 8 (1957)
- DTL270 – The Side Splitter Vol. 2 (1959)
- DTL274 – Best of Fun (Red Foxx and Others)
- DTL275 – Racy Tales (pubblicato anche come The New Race Track) (1959)
- DTL290 – Redd Foxx Funn
- DTL295 – Sly Sex (1960)
- DTL298 – Have One On Me (1960)
- DTL801 – Laffarama (1961)
- DTL804 – Wild Party (1961)
- DTL809 – This is Foxx
- DTL815 – He's Funny That Way (1964)
- DTL820 – Red Foxx at Jazzville U.S. (1961)
- DTL830 – The New Fugg (1962)
- DTL828 – Hearty Party Laffs (1962)
- DTL832 – Laff Along With Foxx (1962) (compilation)
- DTL834 – Crack Up (1963)
- DTL835 – Funny Stuff (1963)
- DTL840 – Adults Only (1967)
- DTL845 – Jokes I Can't Tell On Television (1969)
- DTL846 – Shed House Humor (1969)
- DTL853 – Sanford & Foxx (1972)
- DTL854 – Foxx and Jazz
- DTL858 – Dirty Redd (1973)
- DTL860 – Funky Tales From a Dirty Old Junkman (1972)

Singoli
- DTL385 – The New Soap/Song Plugging
- DTL390 – The Jackasses/The Race Track
- DTL397 – The Honeymooners/The Sneezes
- DTL402 – Beans And Pineapple Sauce/The Army
- DTL408 – The Two Oars/The Preacher's Bicycle
- DTl411 – The Dead Jackass/Women Over Forty
- DTL416 – Real Pretty Baby/It's Fun To Be Living In The Crazy House
- DTL418 – Best Of Redd Foxx Parts 1&2
- DTL421 – The House/Sex And Orange Juice
- DTL426 – Hollywood Playboy/The Dogs Meeting
- DTL436 – South Of The Border/The Plastic Surgeon
- DTL453 – The Dear John Letter/Honesty Is The Best Policy
- DTL455 – The Shoe Shine Boy/The Royal Thighs And Others
- DTL458 – 118 Ways To Make Love/Pregnancy Co-Operation
- DTL460 – No Teeth/With My Teeth/The Best Years/Deep Sea Diver
- DTL464 – Christmas Hard Ties/Jaw Resting

### Atlantic Records
- SD 18157 – You Gotta Wash Your Ass (1975)

### Loose Cannon Records
- 314-528 061-2 – Uncensored (1995)

### Gusto Records
- KSD-1072 – Bare Facts

### King Records
- KSD-1073 – Pass the Apple Eve
- KSD-1074 – In a Nutshell
- KS-1135 – Matinee Idol
- SK-754 – X-Rated v. 4
- SK-756 – X-Rated v. 6

### Laff Records
- A170 – Pryor Goes Foxx Hunting (condiviso a metà con Richard Pryor)
- A203 – I Ain't Lied Yet

### Loma Records
- 5901 – Both Sides of Redd Foxx (1966 – Loma/Warner/Rino)
- 5905 – On the Loose
- 5906 – Redd Foxx "live" : Las Vegas! (1968)
- 5908 – Foxx-A-Delic (1968)

### MF Records
- RF1 – Laff Your Head off
- RF2 – Laff Your Ass Off
- RF3 – Redd Foxx At Home
- RF4 – A Whole Lot of Soul
- RF5 – At His Best
- RF6 – Doin' His Own Thing
- RF7 – Say It Like It Is
- RF8 – Is Sex Here To Stay
- RF9 – Where It's At
- RF10 – Huffin' And A Puffin'
- RF11 – I Am Curious, Black
- RF12 – Three Or Four Times A Day
- RF13 – Mr. Hot Pants
- RF14 – Hot Flashes
- RF15 – Restricted
- RF16 – Superstar
- RF17 – Spice can Be Nice!
- RF18 – Strictly For Adults
- RF19 – Vegas we Come
- RF20 – Elizabeth, I'm Coming!
- RF21 – Redd 75

### Master Classics Records
Album
- Gettin' Down N' Dirty (2008)

### Comedy Classics
Album
- The Ultimate Comedy Collection (2011)